# Kari Wuhrer
Kari Samantha Wuhrer, född 28 april 1967 i Brookfield, Connecticut, är en amerikansk skådespelare, sångare och programledare.
Wuhrer fick sitt genombrott som programledare för Remote Control på MTV samt därefter som video jockey.

## Filmografi
- 1990 – Ford Fairlane
- 1991 – Beastmaster 2: Through the Portal of Time
- 1991–1992 – Swamp Thing (TV-serie) (10 avsnitt)
- 1991 – Våra värsta år (TV-serie) (2 avsnitt)
- 1994–1995 – Beverly Hills (TV-serie) (3 avsnitt)
- 1995 – Hämnden
- 1995 – Livets hårda skola
- 1996 – Thinner
- 1997 – Anaconda
- 1997 – Nash Bridges (TV-serie) (1 avsnitt)
- 1997–2000 – Sliders (TV-serie) (49 avsnitt)
- 2000 – Command & Conquer: Red Alert 2 (roll i datorspel)
- 2002 – CSI: Crime Scene Investigation (TV-serie) (1 avsnitt)
- 2002 – Eight Legged Freaks
- 2002 – Malevolent
- 2005 – General Hospital (TV-serie) (9 avsnitt)
- 2005 – Hellraiser 7: Deader
- 2006 – CSI: Miami (TV-serie) (1 avsnitt)
- 2008 – Stargate Atlantis (TV-serie) (1 avsnitt)
- 2010–2012 – The Avengers: världens mäktigaste hjältar (TV-serie) (röstroll, 10 avsnitt)
- 2012 – Alien Tornado
- 2014 – Sharknado 2: The Second One